# Péter Darázs
Péter Darázs (* 12. Oktober 1985 in Jászberény) ist ein ehemaliger ungarischer Shorttracker.

## Werdegang
Darázs trat international erstmals bei den Juniorenweltmeisterschaften 2001 in Warschau in Erscheinung, wobei er den 55. Platz im Mehrkampf errang. In den folgenden Jahren kam er bei den Juniorenweltmeisterschaften 2002 in Chuncheon auf den 38. Platz im Mehrkampf sowie auf den achten Rang mit der Staffel und bei den Juniorenweltmeisterschaften 2003 in Budapest auf den 44. Rang im Mehrkampf sowie auf den siebten Rang mit der Staffel. In der Saison 2003/04 belegte er bei den Juniorenweltmeisterschaften 2004 in Peking den 18. Platz im Mehrkampf sowie den sechsten Rang mit der Staffel und Europameisterschaften 2004 in Zoetermeer den 14. Platz im Mehrkampf sowie den siebten Rang mit der Staffel. Nachdem Plätzen 13 mit der Staffel und zehn im Mehrkampf bei den Juniorenweltmeisterschaften 2005 in Belgrad, wurde er bei den Europameisterschaften 2005 in Turin Achter im Mehrkampf und errang bei den Weltmeisterschaften 2005 in Peking den 30. Platz im Mehrkampf. In der Saison 2005/06 belegte er bei den Europameisterschaften 2006 in Krynica-Zdrój den 16. Platz im Mehrkampf sowie den sechsten Rang mit der Staffel und beim Saisonhöhepunkt, den Olympischen Winterspielen 2006 in Turin, den 12. Platz über 1000 m, 11. Rang über 1500 m sowie den zehnten Platz über 500 m.
Im folgenden Jahr wurde Darázs bei den Teamweltmeisterschaften in Budapest Fünfter und gewann bei den Europameisterschaften in Sheffield die Silbermedaille mit der Staffel. Bei den Europameisterschaften 2008 in Ventspils kam er auf den 17. Platz im Mehrkampf sowie auf den sechsten Rang mit der Staffel und bei den Europameisterschaften 2009 in Turin auf den zehnten Platz im Mehrkampf. Zudem holte er dort die Bronzemedaille mit der Staffel. In der Saison 2009/10 errang er bei den Europameisterschaften 2010 in Dresden den 13. Platz im Mehrkampf und belegte bei den Olympischen Winterspielen 2010 in Vancouver den 22. Platz über 500 m sowie den 19. Rang über 1500 m. In der folgenden Saison wurde er bei den Europameisterschaften 2011 in Heerenveen Sechster mit der Staffel und nahm bei der Winter-Universiade 2011 in Erzurum an drei Läufen teil, wobei der 20. Platz über 500 m seine beste Platzierung war. Seinen letzten Weltcup absolvierte er im Februar 2013 in Sotschi, welchen er auf dem 42. Platz über 500 m beendete.
Seine Schwester Rózsa Darázs war ebenfalls als Shorttrackerin aktiv.

## Erfolge

### Olympische Spiele
- 2006 Turin: 10. Platz 500 m, 11. Platz 1500 m, 12. Platz 1000 m
- 2010 Vancouver: 19. Platz 1500 m, 22. Platz 500 m

### Shorttrack-Weltmeisterschaften
- 2005 Peking: 27. Platz 500 m, 30. Platz Mehrkampf, 30. Platz 1000 m, 35. Platz 1500 m

### Team-Weltmeisterschaften
- 2007 Budapest: 5. Platz

### Europameisterschaften
- 2004 Zoetermeer: 7. Platz Staffel, 14. Platz Mehrkampf
- 2005 Turin: 8. Platz Mehrkampf
- 2006 Krynica-Zdrój: 6. Platz Staffel, 16. Platz Mehrkampf
- 2007 Sheffield: 2. Platz Staffel
- 2008 Ventspils: 6. Platz Staffel, 17. Platz Mehrkampf
- 2009 Turin: 3. Platz Staffel, 10. Platz Mehrkampf
- 2010 Dresden: 13. Platz Mehrkampf
- 2011 Heerenveen: 6. Platz Staffel

## Persönliche Bestleistungen
| Disziplin | Zeit         | Datum            | Ort     |
| --------- | ------------ | ---------------- | ------- |
| 500 m     | 41,808 s     | 13. Februar 2009 | Dresden |
| 1000 m    | 1:27,644 min | 8. November 2008 | Bormio  |
| 1500 m    | 2:16,910 min | 6. Dezember 2008 | Nagano  |
| 3000 m    | 4:56,179 min | 3. Oktober 2004  | Wien    |